# Mustapha Badie
 (août 2025).
Pour les articles homonymes, voir Badie.
Arezki Berkouk (أرزقي برقوق), connu sous le pseudonyme Mustapha Badie (مصطفى بديع), né le 19 janvier 1927 à Alger où il est mort le 27 juin 2001, est un réalisateur algérien.

## Biographie
Réalisateur et comédien né à Alger, Arezki Berkouk (أرزقي برقوق) fait ses débuts dans la troupe municipale du théâtre arabe de l’Opéra d’Alger, créée par Mahieddine Bachtarzi et Mustapha Kateb, avant d’acquérir une formation à la Radiodiffusion-télévision française.
A l’indépendance, sous le nom de Mustapha Badie, il tourne le long-métrage Nos Mères, une dramatique inspirée d'une pièce de Abdelhalim Rais intitulée Les Enfants de la Casbah. Puis, avec le film La Nuit a peur du soleil , une imposante fresque de plus de trois heures, il propose une relecture de la société algérienne durant la décennie 1952-1962 en quatre tableaux : La Terre Avait Soif, Les Chemins de la Prison, Histoire de Saliha et Histoire de Fatma.
Il réalise ensuite L'Évasion de Hassan Terro, d’après le personnage de Rouiched, mais c’est surtout le succès du feuilleton télévisé en dix épisodes El Harik (L’Incendie), adapté de la trilogie de Mohammed Dib (La Grande Maison, L’Incendie et  Le Métier a tisser), qui lui vaut un exceptionnel succès populaire.
Il immortalise le personnage de La Aïni, qui vaut à son interprète, la comédienne Chafia Boudraa, une grande notoriété. Tout en continuant à tourner pour la télévision Le Chant du Souvenir, Kenza, puis Hassan Ibn Ali, Mustapha Badie est resté un artisan discret, à l’instar de nombreux artistes et techniciens de sa génération qui ne trouvaient plus leurs marques dans un pays en pleine ébullition.
Arezki Berkouk est mort le 27 juin 2001 à Alger, des suites d’une longue maladie.

## Filmographie

### Cinéma
- 1974 : L'Évasion de Hassan Terro
- 1976 : le choix

### Télévision
- 1963: Nos Mères
- 1963: Le Serment
- 1965: La nuit a peur du soleil
- 1969: Le Charlatan
- 1974: L'Incendie (feuilleton adapté de la trilogie de Mohamed Dib La grande maison, L'incendie, Le métier à tisser)
- 1979 : Le Chant du souvenir
- Kenza
- Hassan Ibn Ali